# Хлыстово (Татарстан)
 Хлыстово  (тат. Хлыстово) — деревня в Елабужском районе Татарстана. Входит в состав Танайского сельского поселения.

## География
Находится в северной части Татарстана на расстоянии приблизительно 2 км на северо-запад от города Елабуга.

## История
Основана в XVIII веке.

## Население
Постоянных жителей было в 1859—712, в 1887—878, в 1905—964, в 1920—932, в 1926—948, в 1938—705, в 1949—311, в 1958—292, в 1970—175, в 1979 — 88, в 1989 — 80. Постоянное население составляло 279 человек (русские 29 %, татары 65 %) в 2002 году, 383 в 2010.
Национальный состав
Согласно результатам переписи 2002 года, в национальной структуре населения села татары составляли 65%, русские — 29% из 279 человек.